# Девід С. Ґоєр
Де́від С. Ґоє́р (Девід Семюель Ґоєр) (англ. David Samuel Goyer) (нар. 22 грудня 1965, Енн-Арбор, Мічиган) — американський кінорежисер, сценарист, продюсер та автор коміксів.

## Життєпис
За походженням Ґоєр єврей. Він закінчив місцеву школу, а потім навчався в Університеті Південної Каліфорнії, який закінчив у 1988 році. Спочатку в його плани входив вступ до університету Мічигану, де Девід хотів вивчитися на детектива відділу тяжких злочинів і вбивств, але шкільні вчителі своєчасно звернули увагу на його літературний хист і не дали йому пропасти. Під час навчання Ґоєр встиг попрацювати з популярним сценаристом Нельсоном Ґіддінґом, згодом часто виступаючи з лекціями в його класах. Дебютним вдалим проєктом Девіда став сценарій до кінострічки «Ордер на смерть» в 1990 році. Свій перший гонорар сценарист витратив на нову машину «Isuzu Trooper», викрадену в першу ніч після придбання. Тим не менш, це був украй корисний досвід — буквально зі студентської лави Девід зміг взяти участь у справжньому голлівудському проєкті.
Одним з головних талантів Ґоєра було його вміння переносити на екран персонажів коміксів; згодом завдяки цьому він доріс від простого сценариста до режисера повнометражних фільмів. Це добре видно в його творчості — саме Ґоєру належать сценарії до таких культових фільмів, як «Ворон 2: Місто янголів», «Темне місто» і трилогія «Блейд» / «Блейд II» / «Блейд: Трійця». Доля у фільмів була абсолютно різною — «Ворон 2: Місто янголів» практично провалився в прокаті, «Темне місто», навпаки, зібрав непогані каси і силу-силенну позитивних відгуків, а серія «Блейд» надійно облаштувалася в «золотому фонді бойовиків».
Власне, найкращою своєю роботою сам Ґоєр називає саме вампірську трилогію. У першій і другій частинах він виступав виключно як сценарист; паралельно Девід встиг попрацювати режисером в малобюджетній драмі «ЗиґЗаґ». Даний досвід сам Ґоєр визнав успішним і на пост режисера третього фільму про пригоди мисливця на вампірів він уже висунув свою кандидатуру. Незважаючи на те, що відгуки шанувальників по третій частині були вкрай суперечливі, вважається, що Ґоєр зі своєю роботою впорався не гірше попередників — Ґільєрмо дель Торо і Стівена Норрінґтона.
Фільмографія і перелік телевізійних та кінопроєктів, в яких бере участь Девід Ґоєр, включає близько 55 робіт. Ґоєр з'являється в серіалах і кінофільмах як сценарист, продюсер або режисер, починаючи з 1990 року і по теперішній час.

## Фільмографія

### Фільми
| Рік  |   | Українська назва                               | Оригінальна назва                  | Роль                           |
| ---- | - | ---------------------------------------------- | ---------------------------------- | ------------------------------ |
| 1990 | ф | Ордер на смерть                                | Death Warrant                      | сценарист                      |
| 1991 | ф | Кікбоксер 2: Дорога назад                      | Kickboxer 2                        | сценарист, продюсер            |
| 1992 | ф | Демонічні іграшки                              | Demonic Toys                       | сценарист                      |
| 1993 | ф | Аркада                                         | Arcade                             | сценарист                      |
| 1993 | ф | Лялькар проти демонічних іграшок               | Dollman vs. Demonic Toys           | сценарист                      |
| 1994 | ф | Лялькарі                                       | The Puppet Masters                 | сценарист                      |
| 1996 | ф | Ворон: Місто янголів                           | The Crow: City of Angels           | сценарист                      |
| 1998 | ф | Обезголовити Гідру                             | Nick Fury: Agent of SHIELD         | сценарист                      |
| 1998 | ф | Темне місто                                    | Dark City                          | сценарист                      |
| 1998 | ф | Блейд                                          | Blade                              | сценарист                      |
| 2000 | ф | Місія на Марс                                  | Mission to Mars                    | продюсер                       |
| 2002 | ф | ЗиґЗаґ                                         | ZigZag                             | режисер, сценарист             |
| 2002 | ф | Блейд II                                       | Blade II                           | сценарист, продюсер            |
| 2004 | ф | Блейд: Трійця                                  | Blade: Trinity                     | режисер, сценарист, продюсер   |
| 2004 | ф | Повелитель ляльок проти демонічних іграшок     | Puppet Master vs Demonic Toys      | сценарист                      |
| 2005 | ф | Бетмен: Початок                                | Batman Begins                      | сценарист                      |
| 2007 | ф | Примарний вершник                              | Ghost Rider                        | продюсер                       |
| 2007 | ф | Невідомий                                      | The Invisible                      | режисер                        |
| 2008 | ф | Телепорт                                       | Jumper                             | сценарист                      |
| 2008 | ф | Темний лицар                                   | The Dark Knight                    | сценарист                      |
| 2009 | ф | Ненароджений                                   | The Unborn                         | режисер, сценарист             |
| 2012 | ф | Примарний вершник 2                            | Ghost Rider: Spirit of Vengeance   | сценарист, продюсер            |
| 2012 | ф | Темний лицар повертається                      | The Dark Knight Rises              | сценарист                      |
| 2013 | ф | Людина зі сталі                                | Man of Steel                       | сценарист                      |
| 2016 | ф | Ліс привидів                                   | The Forest                         | продюсер                       |
| 2016 | ф | Народження нації                               | The Birth of a Nation              | продюсер                       |
| 2016 | ф | Бетмен проти Супермена: На зорі справедливості | Batman v Superman: Dawn of Justice | сценарист                      |
| 2018 | ф | Нація убивць                                   | Assassination Nation               | продюсер                       |
| 2018 | ф | Аксель                                         | A.X.L.                             | продюсер                       |
| 2018 | ф | Тау                                            | Tau                                | продюсер                       |
| 2019 | ф | Термінатор: Фатум                              | Terminator: Dark Fate              | сценарист, виконавчий продюсер |
| 2020 | ф | Будинок таємниць                               | The Night House                    | продюсер                       |
| 2021 | ф | Війна завтрашнього дня                         | The Tomorrow War                   | продюсер                       |
| 2021 | ф | Ненаситний                                     | Antlers                            | продюсер                       |
| 2022 | ф | Повсталий з пекла                              | Hellraiser                         | сценарист, продюсер            |

### Телебачення
| Рік         |    | Українська назва         | Оригінальна назва                | Роль                                  |
| ----------- | -- | ------------------------ | -------------------------------- | ------------------------------------- |
| 1993        | тф |                          | The Substitute                   | сценарист                             |
| 1996        | тф | Ворог                    | Enemy                            | сценарист                             |
| 1997        | с  |                          | Perversions of Science           | сценарист                             |
| 1997        | с  | Мисливці за сновидіннями | Sleepwalkers                     | сценарист, продюсер                   |
| 1998        | тф |                          | Nick Fury: Agent of S.H.I.E.L.D. | сценарист                             |
| 2000        | с  |                          | FreakyLinks                      | сценарист, продюсер                   |
| 2005        | с  | Межа                     | Threshold                        | режисер, сценарист, продюсер          |
| 2006        | с  | Блейд                    | Blade: The Series                | режисер, сценарист, продюсер          |
| 2009 — 2010 | с  | Проблиски майбутнього    | FlashForward                     | режисер, виконавчий продюсер          |
| 2013 — 2014 | с  | Демони Да Вінчі          | Da Vinci's Demons                | режисер, сценарист, продюсер          |
| 2014 — 2015 | с  | Костянтин                | Constantine                      | сценарист                             |
| 2018 — 2019 | с  | Криптон                  | Krypton                          | сценарист, продюсер                   |
| 2021 —-     | с  | Фундація                 | Foundation                       | керівник проєкту, сценарист, продюсер |
| 2022        | с  | Пісочний чоловік         | The Sandman                      | сценарист, продюсер                   |

### Відеоігри
| Рік  |    | Українська назва                                  | Оригінальна назва                                 | Роль      |
| ---- | -- | ------------------------------------------------- | ------------------------------------------------- | --------- |
| 2010 | вг | Call of Duty: Black Ops                           | Call of Duty: Black Ops                           | сценарист |
| 2012 | вг | Call of Duty: Black Ops II                        | Call of Duty: Black Ops II                        | сценарист |
| 2018 | вг | Star Wars: Secrets of the Empire                  | Star Wars: Secrets of the Empire                  | сценарист |
| 2019 | вг | Vader Immortal: A Star Wars VR Series - Episode I | Vader Immortal: A Star Wars VR Series - Episode I | сценарист |
| 2020 | вг | Call of Duty: Black Ops Cold War                  | Call of Duty: Black Ops Cold War                  | сценарист |

## Романи
- Тінь Небес (2011)
- Війна Небес (2012)
- Падіння Небес (2013)